# Belić
Belić (Servisch cyrillisch: Белић) is een plaats in de Servische gemeente Valjevo. De plaats telt 124 inwoners (2002).

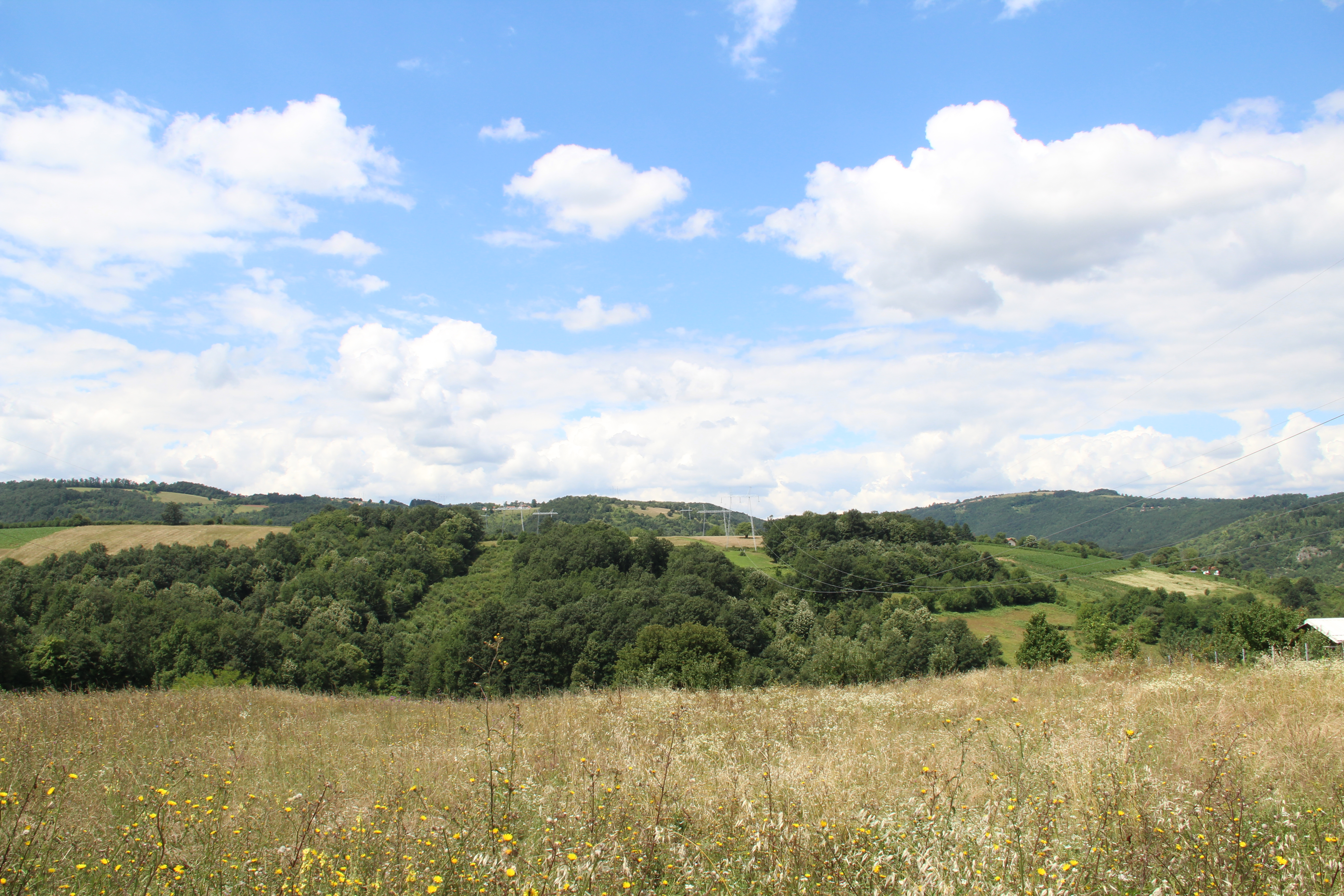
Belić - panorama
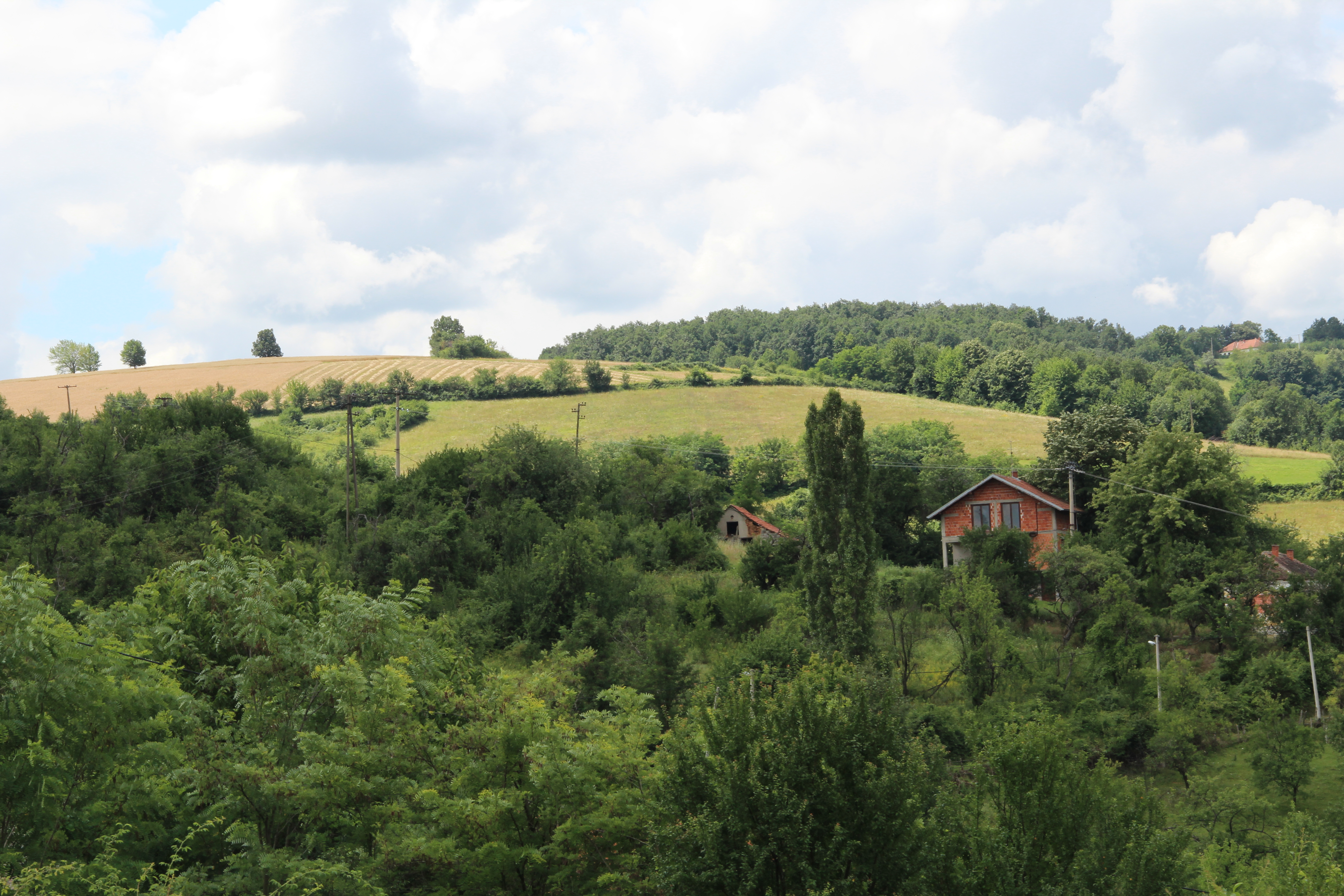
Belić - panorama
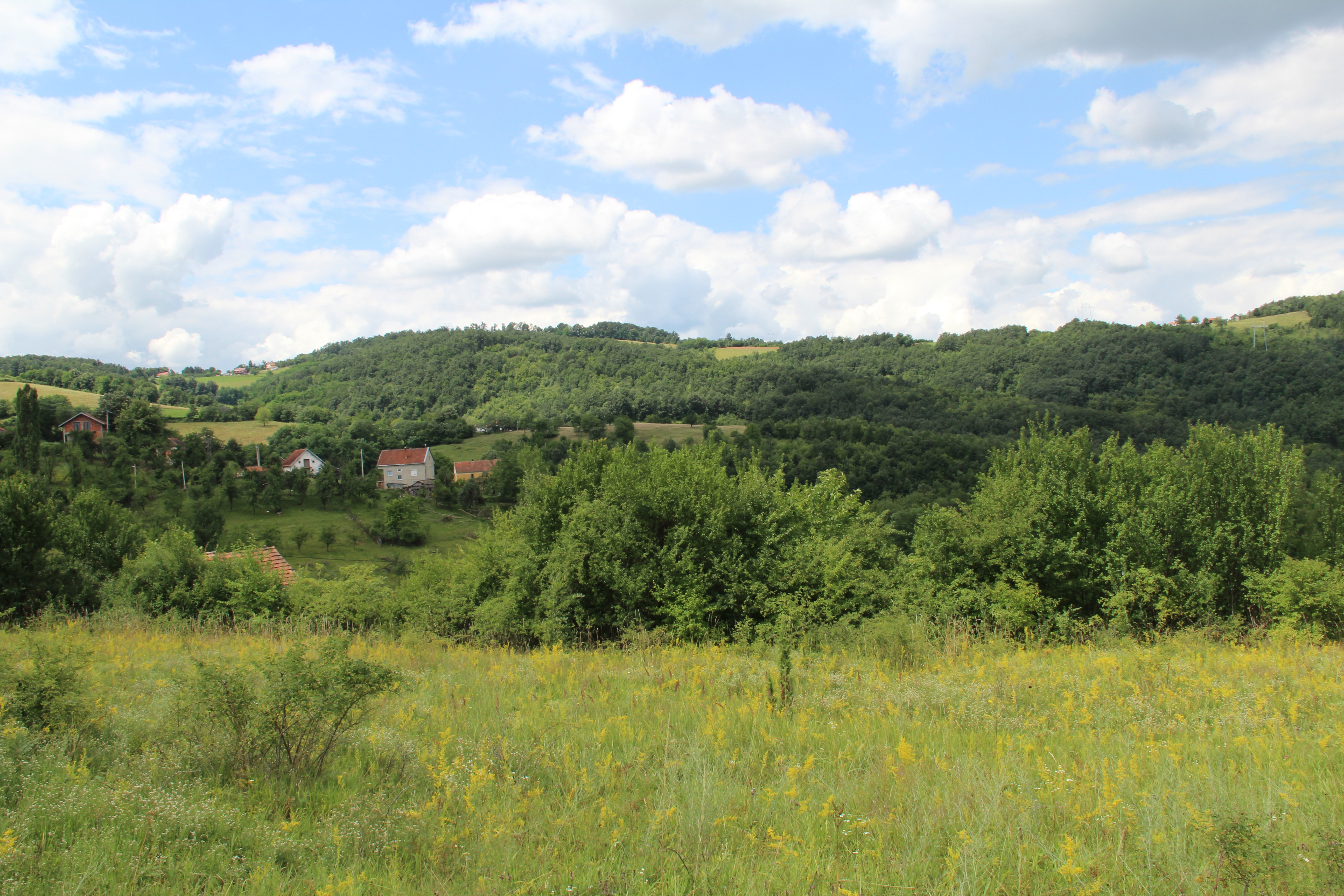
Belić - panorama
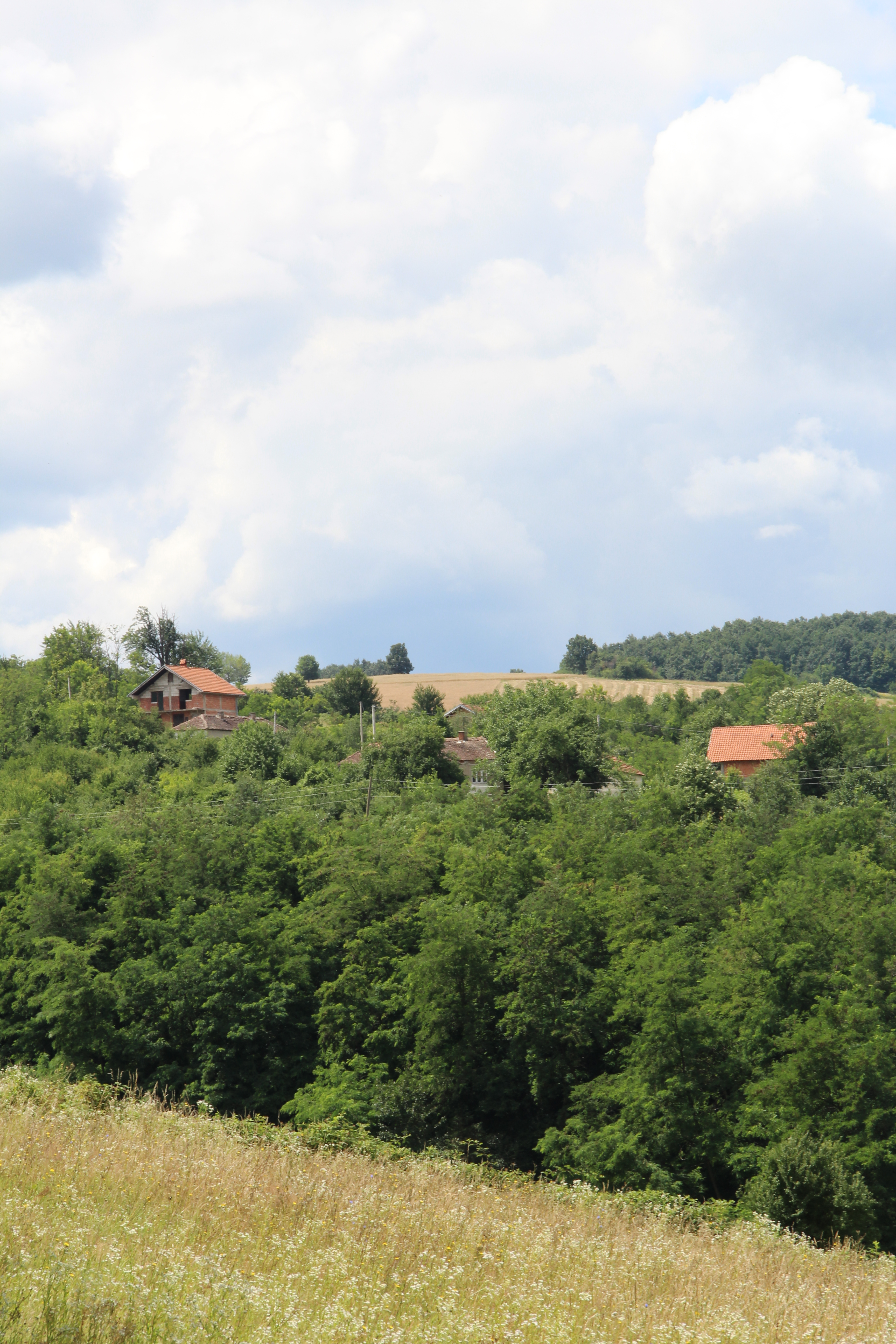
Belić - panorama
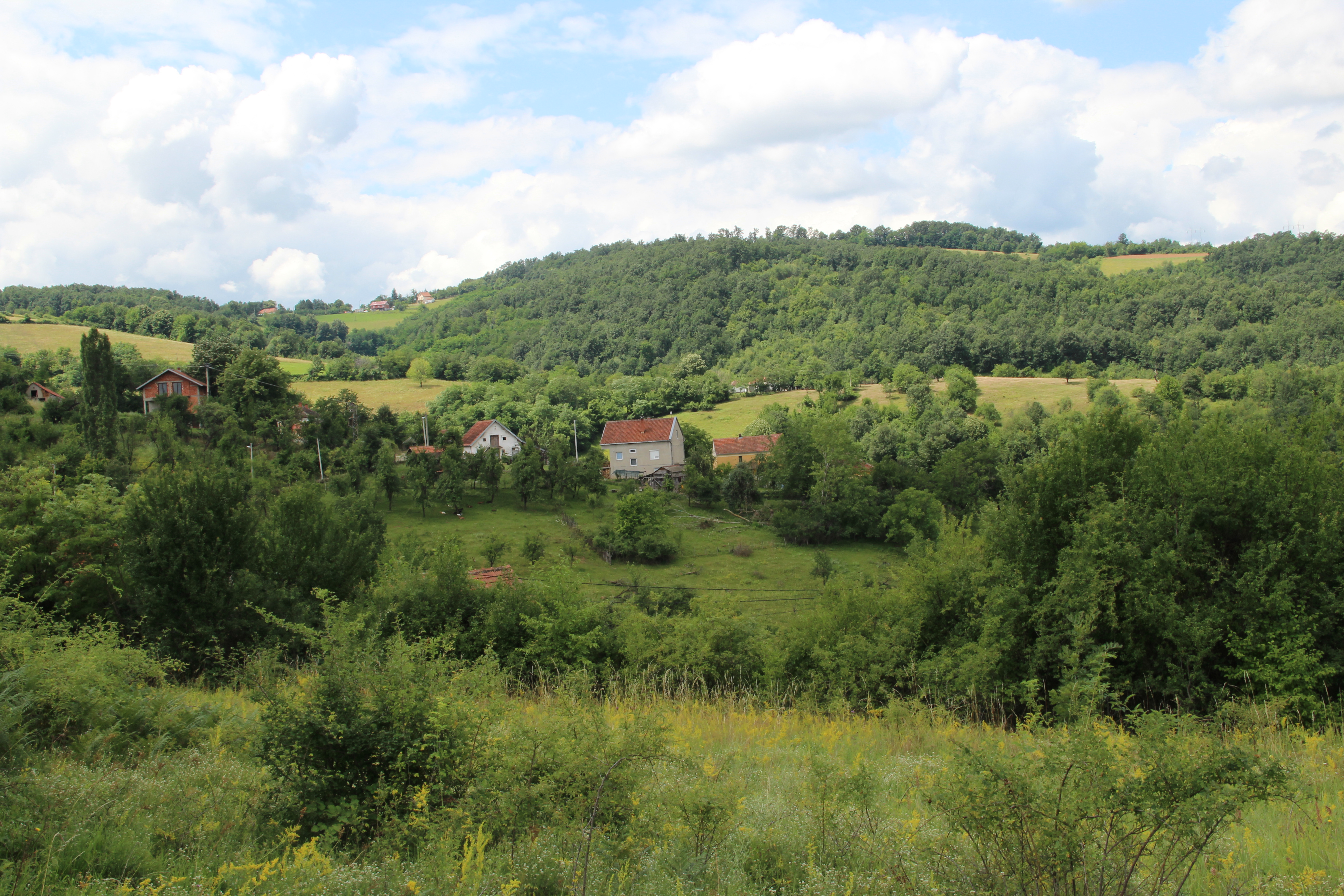
Belić - panorama
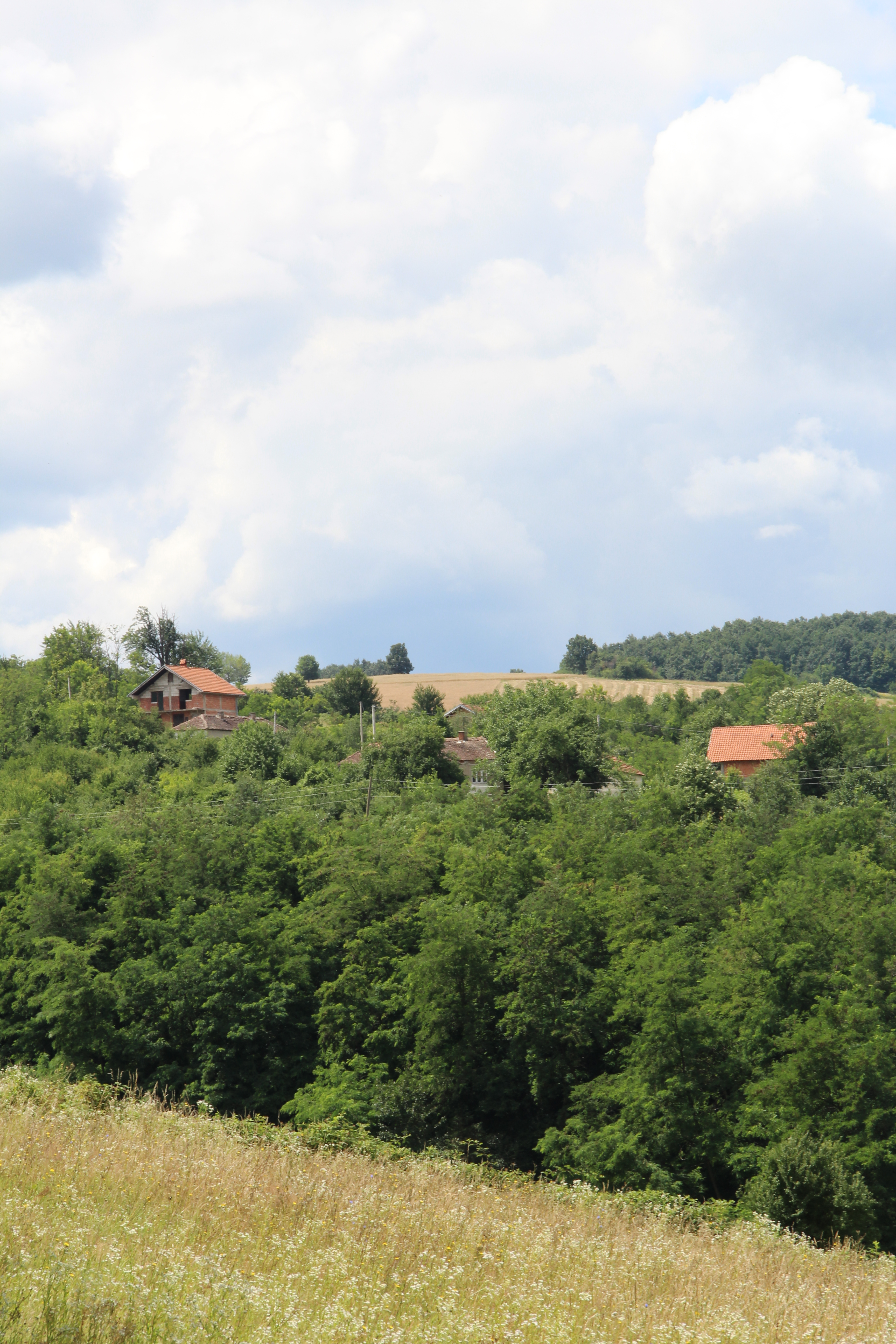
Belić - panorama
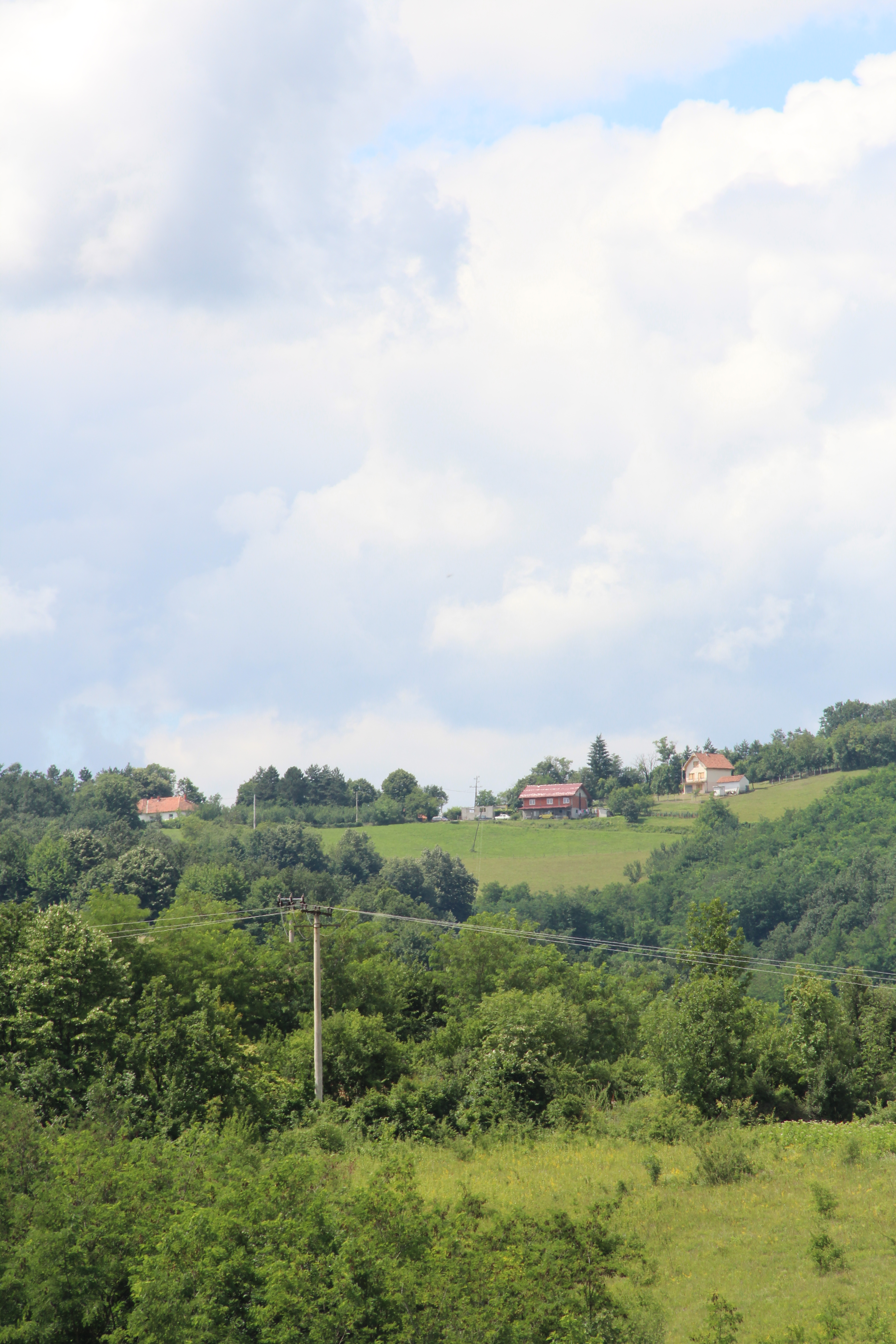
Belić - panorama